# Lerchegg
Lerchegg ist ein Ortsteil der Gemeinde Rückholz im schwäbischen Landkreis Ostallgäu. Die Einöde liegt circa einen Kilometer südöstlich von Rückholz und ist über die Kreisstraße OAL 1 zu erreichen.
Der Ort wurde 1454 erstmals urkundlich erwähnt.

## Baudenkmäler
Siehe: Liste der Baudenkmäler in Lerchegg